# Legújabb testamentum
A Legújabb testamentum (eredeti cím: Le Tout Nouveau Testament) 2015-ben bemutatott francia–belga–luxemburgi fantasyfilm, amelyet Jaco Van Dormael rendezett. A főbb szerepekben Benoît Poelvoorde, Catherine Deneuve, François Damiens, Yolande Moreau és Pili Groyne látható. 
Franciaországban 2015. május 17-én, Belgiumban 2015. szeptember 1-én, Magyarországon 2015. november 12-én mutatták be a mozikban.

## Szereplők
| Szereplő               | Színész                   | Magyar hang      |
| ---------------------- | ------------------------- | ---------------- |
| Dieu, az Isten         | Benoît Poelvoorde         | Háda János       |
| Martine                | Catherine Deneuve         | Fehér Anna       |
| François, a gyilkos    | François Damiens          | Schneider Zoltán |
| Dieu felesége          | Yolande Moreau            | Vándor Éva       |
| Ea, Isten lánya        | Pili Groyne               | Bartus Emese     |
| Aurélie, az egykarú nő | Laura Verlinden           | Roatis Andrea    |
| Marc, a szexfüggő      | Serge Larivière           | Czvetkó Sándor   |
| J.K.                   | David Murgia              | Varga Gábor      |
| Martine férje          | Johan Leysen              | Schnell Ádám     |
| Hajléktalan a metróban | TBA                       | Schnell Ádám     |
| Victor, a hajléktalan  | Marco Lorenzini           | Barbinek Péter   |
| Jean-Claude            | Didier De Neck            | Csuha Lajos      |
| Willy, a lányruhás fiú | Romain Gelin              | Nagy Gereben     |
| Xenia, a német nő      | Anna Tenta                | Sallai Nóra      |
| Kevin                  | Gaspard Pauwels           | Nikas Dániel     |
| Philippe               | Bilal Aya                 | Joó Gábor        |
| Willy apja             | Jean Luc Piraux           | Cs. Németh Lajos |
| Willy anyja            | Anne-Pascale Clairembourg | Bertalan Ágnes   |